# Clôture d'autel

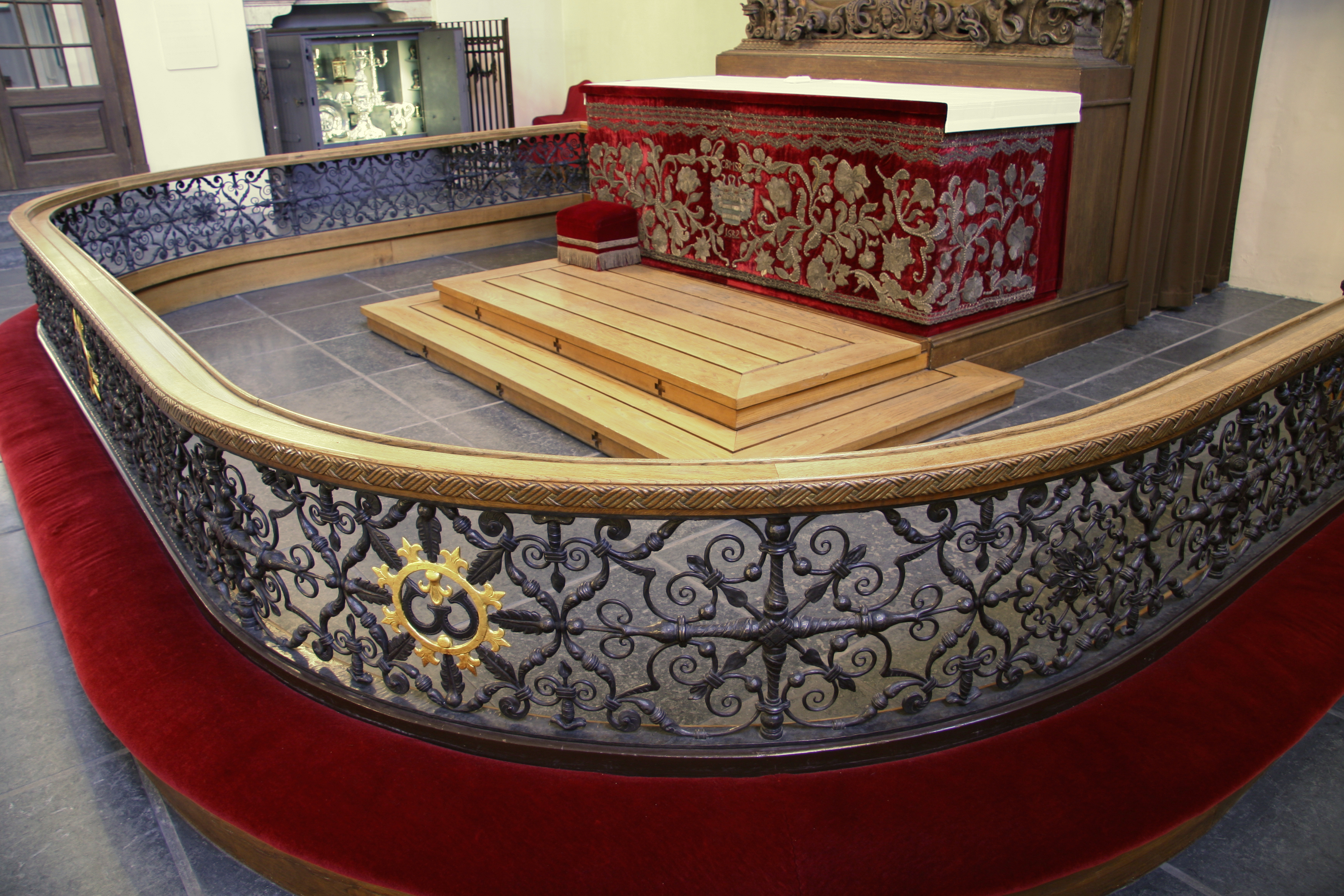
Balustrade d'une clôture d'autel dans une église à Copenhague.

La clôture d'autel est, dans l'architecture ecclésiastique, une clôture basse qui sépare la partie d'une église chrétienne (nef, chapelle) où sont réunis les fidèles d'un autel. Elle se distingue de la clôture de chœur (ou chancel) qui sépare les fidèles d'un vaste espace liturgique réservé au clergé et aux chantres, le chœur. Lorsqu'elle est à hauteur d'appui, le sommet de la clôture peut servir de banc de communion.